# Льодовик Таку
Льодовик Таку (Lingít: T'aaḵú Ḵwáan Sít'i) — припливний льодовик, розташований у затоці Таку в штаті Аляска США, на південний схід від міста Джуно. Льодовик Таку, визнаний найглибшим і найтовстішим альпійським помірним льодовиком у світі, товщиною 1,477 метрів.  Він приблизно 58 км завдовжки і в основному в межах національного лісу Тонгас.

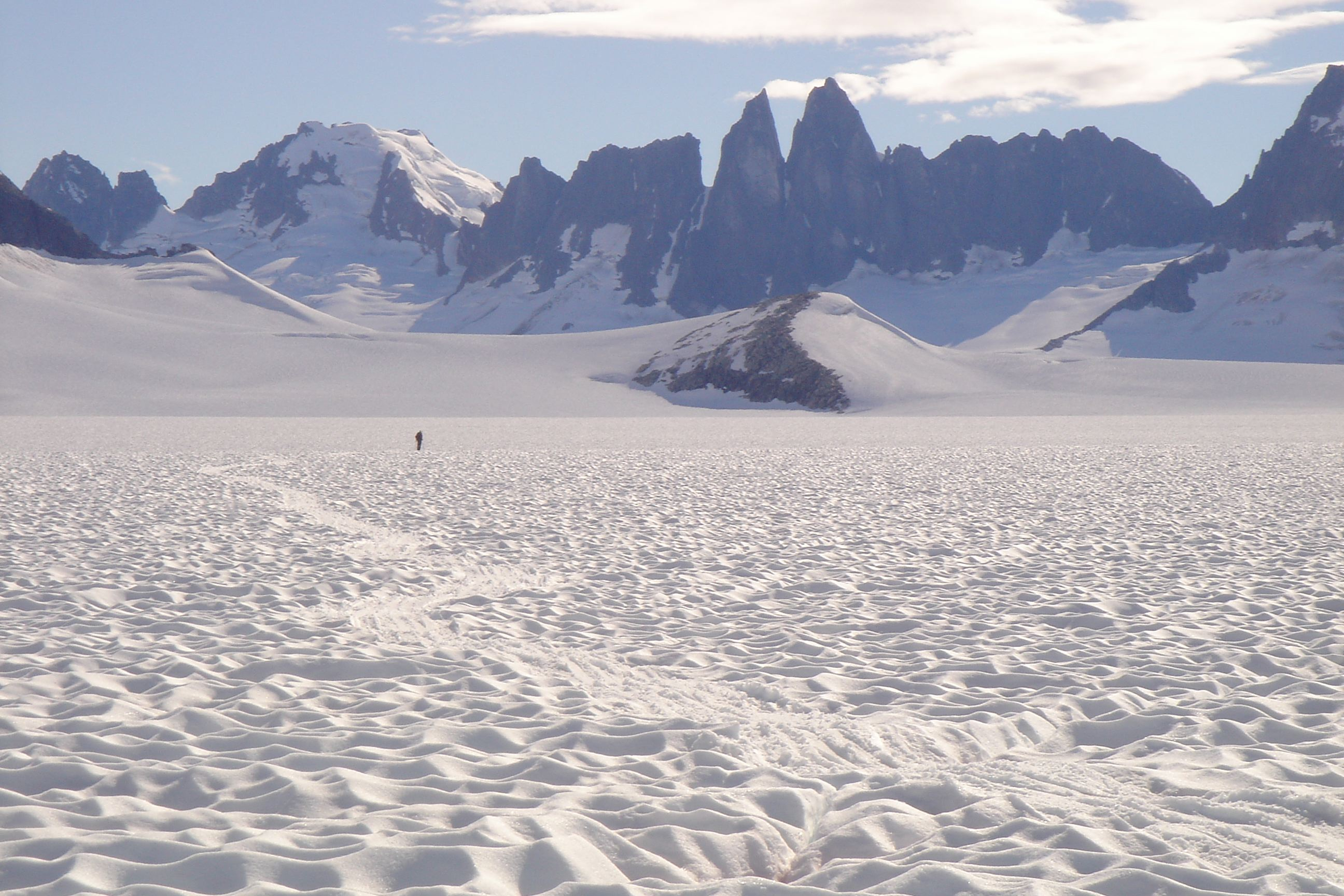
Вид на льодовик Таку та вежі Таку.

Спочатку льодовик був названий льодовиком Шульце в 1883 році та льодовиком Фостера в 1890 році, але зрештою, назва льодовика залишилась "Таку" через місцевих жителів Тлінгітів. Він розташований у Прибережних горах і бере початок у Джуно Айсфілд. Це найбільший льодовик у крижаному полі та один із найпівденніших припливних льодовиків північної півкулі.
Льодовик, який зливається з річкою Таку в затоці Таку, має історію просування, поки не блокує річку, утворюючи озеро, після чого різко проривається моренне озеро. Останній з цих досягнень стався в 1750 році. Льодовик просунувся 7,75 км з 1890 року, а станом на 29 червня 2012 року становить 1,29 від пункту Таку. Це єдиний наступаючий льодовик з 20 основних льодовиків Джуно Айсфілда. Якщо просування продовжуватиметься, воно знову перекриє річку, але наразі це малоймовірно. З 1946 року льодовик спостерігався за програмою досліджень Джуно Айсфілда, яка задокументувала швидкість його просування з 1988 року на 17 метрів на рік. Випередження відбувається за рахунок позитивного балансу маси; тобто накопичується більше снігу, ніж тане сніг й льоду разом. До 1948 р. льодовик мав спадний фронт; відтоді кінцева точка льодовика була заземлена.

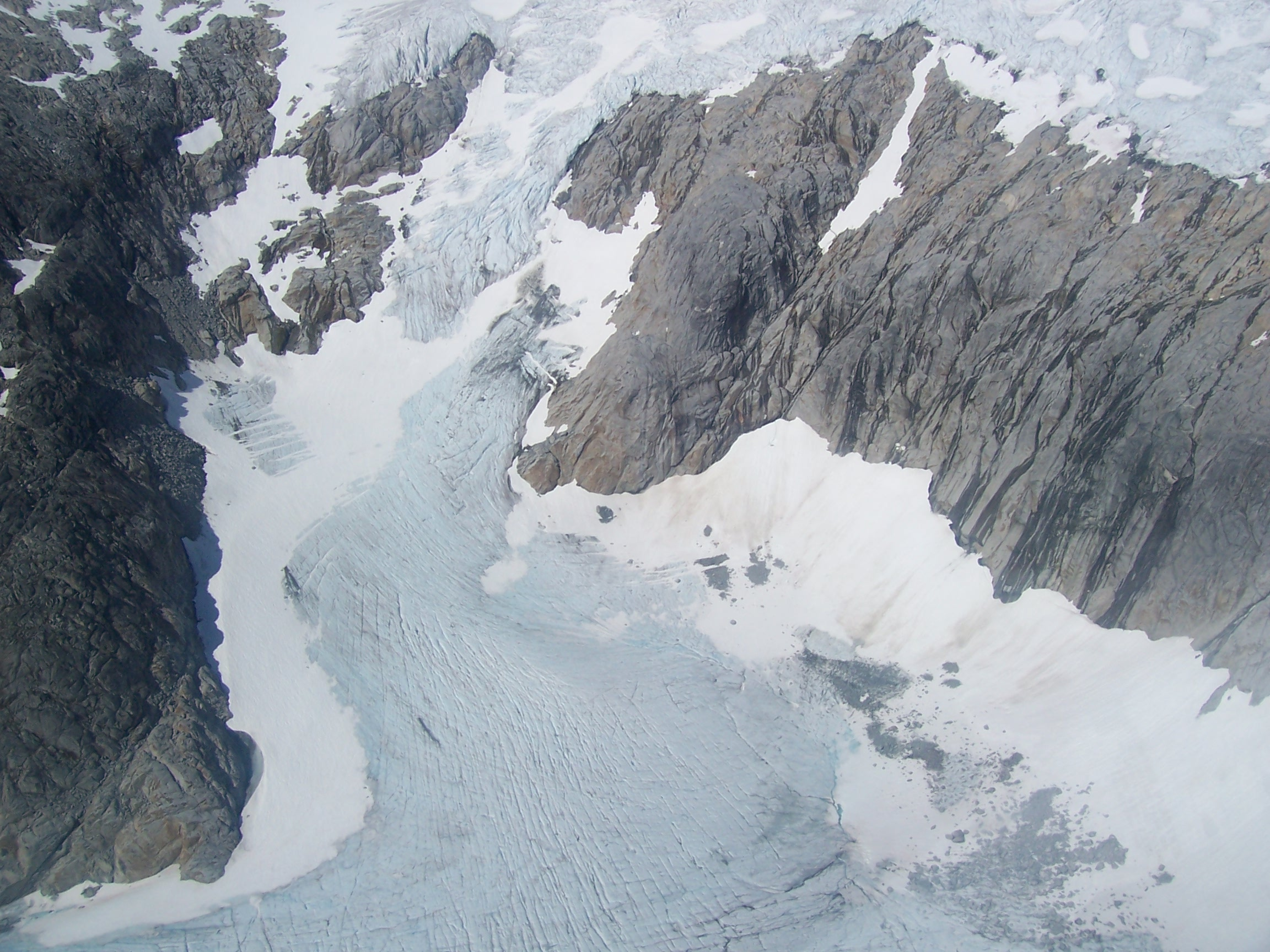
Вид з висоти пташиного польоту на невеликий куточок льодовика Таку, 2007 рік.

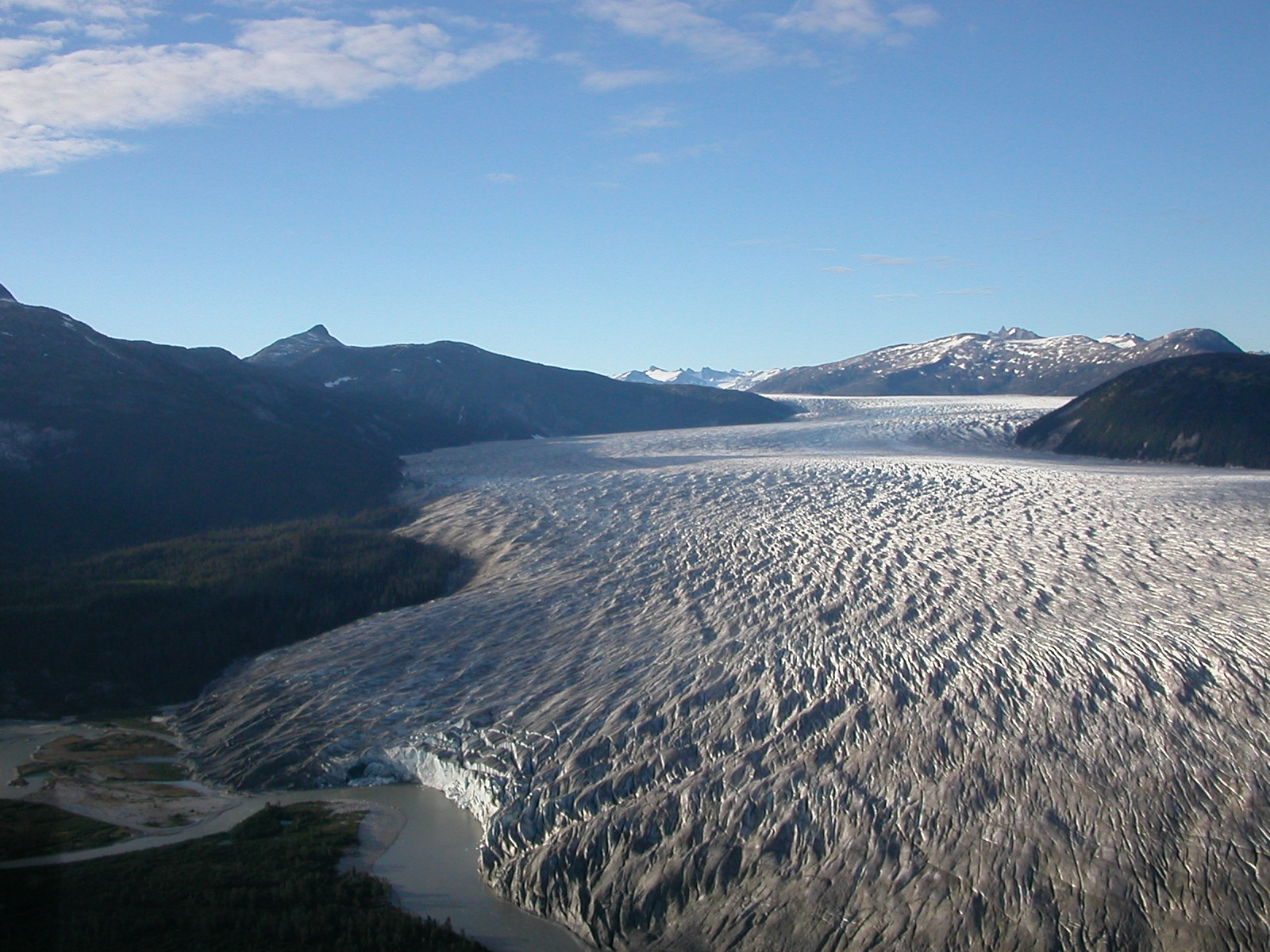
Льодовик Таку на льодовиковому морді

Повідомлялося, що станом на 2019 рік льодовик Таку відступає.